# Чудеса инженерии
Чудеса инженерии (англ. Big, Bigger, Biggest) — британский документальный телевизионный сериал канала National Geographic, рассказывающий об инженерных идеях, без которых невозможно было бы построить самые крупные на сегодняшний день сооружения в мире. На протяжении каждой серии зрители знакомятся с несколькими изобретениями, которые стали поворотными пунктами в истории и позволили инженерам построить такие сооружения. Это познавательный сериал, который рекомендуется к просмотру для общего развития всем категориям зрителей.
Впервые сериал был показан в 2008 году. Всего было снято 20 серий в течение трёх сезонов. Каждая серия длится примерно 45—50 минут. Сериал был снят кинокомпанией Windfall Films. Режиссёр — Карло Масарелла, исполнительные продюсеры — Ян Дункан (1, 2 сезоны) и Карло Масарелла (3 сезон), композиторы — Алистер Рид и Рохан Стивенсон, текст читал Джон Мичи.

## Список сезонов

### Сезон 1 (2008)
| № п\п | Название  | Оригинальное название | Дата выхода     | Краткое содержание | Иллюстрация                                              |
| ----- | --------- | --------------------- | --------------- | --- | -------------------------------------------------------- |
| 01    | Небоскреб | Skyscraper            | 1 апреля 2008   | В этой серии рассказывается об истории прорывов в создании небоскрёбов, которые позволили инженерам построить 828-метровый небоскрёб «Бурдж-Халифа» в Дубае. Необычная аэродинамичная форма «Бурдж-Халифа» защищает его от сильных ветров, не позволяя образовываться мощным вихрям. Чтобы обезопасить здание от землетрясений, инженеры использовали применённые в башне «Тайбэй 101» тонкие стальные тросы, которые могут скручиваться и растягиваться, поглощая силу толчков. Использование специальных стеклянных панелей для защиты от солнца, лифтовых тормозов, способных остановить груз весом с грузовик, и высокотехнологичных стен из стекла и стали сделали небоскрёб «Бурдж-Халифа» современным чудом архитектуры. | Небоскрёб «Бурдж-Халифа» в Дубае                         |
| 02    | Авианосец | Aircraft Carrier      | 15 апреля 2008  | Построить один из крупнейших военных кораблей в мире - авианосец «Нимиц» было бы невозможно, если бы не семь важнейших изобретений. Авианосец «Нимиц» способен перевозить до 90 самолётов одновременно и плавать в течение 20 лет без дозаправки. Из-за отсутствия длинной взлетно-посадочной полосы на «Нимице» была реализована идея катапультирования самолётов в воздух. Чтобы помочь самолётам приземлиться, инженеры протянули на палубе посадочную проволоку, которая позволяет останавливать истребители, приземляющиеся на скорости 225 километров в час. | Авианосец «Нимиц»                                        |
| 03    | Мост      | Bridge                | 4 октября 2008  | В этой серии показано, как несколько прорывов в строительстве висячих мостов позволили строителям создать самый длинный висячий мост в мире «Акаси-Кайкё» в Японии длиной 3,9 км. Для защиты стали от коррозии используются роботы, которые с помощью дистанционного управления следят за возникновением ржавчины и наносят краску на повреждённые места. Башни моста высотой 300 метров крепятся с помощью передовой технологии роботизированной сварки и 1,5 миллиона болтов. «Акаси-Кайкё» может выдерживать порывы ветра силой 300 километров в час благодаря стальным балкам и укреплённой платформе. | Самый длинный висячий мост в мире «Акаси-Кайкё» в Японии |
| 04    | Аэропорт  | Airport               | 28 октября 2008 | Лондонский аэропорт «Хитроу» является самым загруженным международным аэропортом в мире. В этой серии рассказывается о строительстве нового терминала №5, который позволит обслуживать дополнительно 30 миллионов пассажиров в год. С его появлением лондонский аэропорт «Хитроу» сможет принимать более 100 миллионов пассажиров в год. Поскольку терминал №5 выше других терминалов «Хитроу», массивную крышу пришлось собирать секциями (каждая имеет вес шести аэробусов) и поднимать сантиметр за сантиметром с помощью лебедок и стальных тросов. Терминал №5 имеет 18-километровые ленты-транспортеры, способные обрабатывать 4000 предметов багажа в час. Вещи тех пассажиров, которым предстоит длительное ожидание рейса, сортируются роботами. Терминал №5 может принимать крупнейший в мире пассажирский лайнер — аэробус A380, который настолько тяжел, что обычный бетон разрушился бы от его веса. Инженеры в «Хитроу» разработали специальный бетон, содержащий мылообразную жидкость, которая вытесняет воду и укрепляет слой сцепления бетона. Также терминал оборудован мощными детекторами взрывчатых веществ, новым 1000-тонным командно-диспетчерским пунктом и скоростной транспортной системой, которая доставляет пассажиров к терминалам каждые три секунды. | Терминал №5 Лондонского аэропорта «Хитроу»               |

### Сезон 2 (2009)
| № п\п | Название            | Оригинальное название | Дата выхода      | Краткое содержание | Иллюстрация                                                                                          |
| ----- | ------------------- | --------------------- | ---------------- | --- | --- |
| 05    | Тоннель             | Tunnel                | 28 июля 2009     | Самым длинным тоннелем в мире является Готардский базисный тоннель (имеющий длину 57 км). После ввода в эксплуатацию он будет обеспечивать железнодорожное сообщение через Альпы и позволит снизить интенсивность грузовых автоперевозок, заменив их более экологичными железнодорожными грузовыми перевозками. Для проходки тоннеля в скальных породах здесь используются несколько тоннелепроходческих комплексов (ТПК). | Самый длинный тоннель в мире - Готардский базисный тоннель                                           |
| 06    | Подводная лодка     | Submarine             | 4 августа 2009   | Самой большой подводной лодкой ВМС США является АПЛ «Пенсильвания», которая имеет длину 171 метр и может оставаться под водой до 6 месяцев. | Находящаяся на вооружении ВМС США АПЛ «Пенсильвания»                                                 |
| 07    | Грузовой самолёт    | Aircraft              | 11 августа 2009  | Высотой с семиэтажный дом, Ан-124 «Руслан» является одним из крупнейших в мире грузовых самолетов, способных перевозить одновременно 50 легковых автомобилей. Особенностью конструкции самолёта является наличие двух грузовых люков в носовой и в хвостовой части фюзеляжа, что облегчает и ускоряет процессы загрузки и выгрузки грузов. Многостоечное шасси, снабжённое 24 колёсами, позволяет самолёту взлетать и садиться на грунтовые взлётно-посадочные полосы, а также изменять стояночный клиренс и угол наклона фюзеляжа, что облегчает проведение погрузочно-разгрузочных работ. Автономность эксплуатации самолёта обеспечивают: комплекс десантно-транспортного оборудования, бортовая система автоматизированного контроля технического состояния систем и оборудования, две вспомогательные силовые установки с электрогенераторами и турбонасосами. Грузовой отсек самолёта полностью герметичен. | Один из крупнейших в мире грузовых самолетов Ан-124 «Руслан»                                         |
| 08    | Нефтяная вышка      | Oil Rig               | 18 августа 2009  | Нефтяная платформа «Пердидо» является самой глубоководной плавающей нефтяной платформой в мире. Глубина воды в месте её нахождения достигает 2450 метров. | Самая глубоководная плавающая нефтяная платформа «Пердидо»                                           |
| 09    | Купол               | Dome                  | 25 августа 2009  | Самый большой в мире купол крыши расположен над стадионом «Оита» в одноимённом городе Японии. Купол имеет пролет 274 метра и покрывает 43 000 зрительских мест. | Самый большой в мире купол крыши расположен над стадионом «Оита» в Японии                            |
| 10    | Круизный корабль    | Cruise Liner          | 1 сентября 2009  | Крупнейший круизный корабль «Независимость морей» водоизмещением 160 000 тонн с 2008 года осуществляет круизы по Европе. | Крупнейший круизный корабль «Независимость морей» водоизмещением 160 000 тонн                        |
| 11    | Космическая станция | Space Station         | 8 сентября 2009  | В этой серии рассказывается о том, какие технологические прорывы сделали возможным создание Международной космической станции. | Международная космическая станция                                                                    |
| 12    | Плотина             | Dam                   | 15 сентября 2009 | Крупнейшая в мире плотина установлена на гидроэлектростанции «Три ущелья», построенной на реке Янцзы в Китае. | Крупнейшая в мире плотина на гидроэлектростанции «Три ущелья» в Китае                                |
| 13    | Телескоп            | Telescope             | 22 сентября 2009 | Расположенный на горе Грэхем в юго-восточной части штата Аризона Большой бинокулярный телескоп является одним из наиболее передовых и обладающих наивысшим разрешением среди всех оптических телескопов в мире. Его строительство было бы невозможным, если бы не различные прорывы в строительстве телескопов. | Большой бинокулярный телескоп обладает наивысшим разрешением среди всех оптических телескопов в мире |
| 14    | Колесо обозрения    | Ferris Wheel          | 29 сентября 2009 | Самое высокое колесо обозрения в мире «Сингапур Флаер» имеет высоту 165 метров, а вместимость - 1260 пассажиров в час. Оно на 5 метров выше, чем «Звезда Наньчана» и на 30 метров выше, чем колесо обозрения «Лондонский глаз». | Самое высокое колесо обозрения в мире «Сингапур Флаер»                                               |

### Сезон 3 (2011)
| № п\п | Название        | Оригинальное название | Дата выхода    | Краткое содержание | Иллюстрация                                                                     |
| ----- | --------------- | --------------------- | -------------- | --- | ------------------------------------------------------------------------------- |
| 15    | Панамский канал | Canal                 | 5 июля 2011    | В этой серии мы узнаем о тех научно-технических изобретениях, которые сделали Панамский канал одним из величайших достижений инженерного искусства. Для того чтобы понять, как удалось построить Панамский канал, рассмотрим вначале строительство таких каналов, как Бриарский канал, Бриджуотерский канал и Манчестерский судоходный канал. | Панамский канал                                                                 |
| 16    | Метро           | Metro                 | 12 июля 2011   | В этой серии рассказывается о том, как строились метро в Лондоне, Нью-Йорке и Париже. | Лондонский метрополитен                                                         |
| 17    | Ледокол         | Icebreaker            | 19 июля 2011   | Эта серия рассказывает о ледоколах. Арктический ледокольный танкер «Тимофей Гуженко» весом больше 93 тысяч тонн, является самым большим челночным танкером Арктики. Он может как ни в чем не бывало перемещаться по ледовому пространству с толщиной слоя льда до полутора метров. В этой серии зрители познакомятся с несколькими ледоколами, начиная с самого первого ледокола в мире - немецкого Eisbrecher 1, и заканчивая мощным атомным ледоколом «Ленин». Каждый из ледоколов представлял собой большой инженерный прорыв в области судостроения, позволив инженерам возводить суда всё большего и большего размера. | Арктический ледокольный танкер «Тимофей Гуженко»                                |
| 18    | Башня           | Tower                 | 26 июля 2011   | Телебашня Гуанчжоу в Китае — вторая по высоте телебашня в мире. Имея высоту 610 метров, она является одним из величайших достижений инженерного искусства. В этой серии исследуются революционные инженерные идеи, лежащие в её основе. | Телебашня Гуанчжоу в Китае                                                      |
| 19    | Тюрьма          | Prison                | 2 августа 2011 | Новая тюрьма северного отделения исправительных учреждений штата Мэрилэнд является крупнейшей в США и самой совершенной с технологической точки зрения. В этой серии рассказана история инноваций, сделавших возможным создание такой высокотехнологичной тюрьмы особо строгого режима. | Новая тюрьма северного отделения исправительных учреждений штата Мэрилэнд в США |
| 20    | Поезд           | Train                 | 2 августа 2011 | Самый быстрый колесный поезд SNCF AGV может развивать скорость свыше 500 км/ч (однако самым скоростным является японский бесколесный поезд Маглев). В этой серии показано развитие инженерных идей, лежащих в его основе. | Самый быстрый колесный поезд SNCF AGV                                           |